# Mailand–Sanremo 1988
Mailand–Sanremo 1988 war die 79. Austragung von Mailand–Sanremo, eines eintägigen Straßenradrennens. Es wurde am 19. März 1988 über eine Distanz von 294 km ausgetragen.
Das Rennen wurde von Laurent Fignon vor Maurizio Fondriest und Steven Rooks gewonnen.

## Teilnehmende Mannschaften
| Système U Alfa Lum-Legnano-Ecoflam PDM-Ultima-Concorde Ariostea-Gres Kas-Canal 10 | Atala-Ofmega Carrera Jeans-Vagabond Superconfex-Yoko Gis Gelati-Ecoflam-Jollyscarpe Panasonic-Isostar-Agu | Z-Peugeot Fanini-Seven Up Sigma-Fina Hitachi-Bosal Toshiba-Look | Weinmann-La Suisse Caja Rural–Orbea Fagor-MBK Gewiss-Bianchi Alba Cucine-Benotto | Chateau d'Ax-Salotti 7 Eleven-Hoonved AD Renting-Mini-Flat Lotto Selca-Ciclolinea-Conti | Reynolds Roland Isoglass-EVS-Robland Malvor-Bottecchia |

## Ergebnis
| Rang | Fahrer              | Team                     | Zeit       |
| ---- | ------------------- | ------------------------ | ---------- |
| 1    | Laurent Fignon      | Système U                | 7h 06' 20" |
| 2    | Maurizio Fondriest  | Alfa Lum–Legnano–Ecoflam | + 0"       |
| 3    | Steven Rooks        | PDM–Ultima–Concorde      | + 8"       |
| 4    | Fabio Roscioli      | Ariostea–Gres            | + 8"       |
| 5    | Sean Kelly          | Kas-Canal 10             | + 8"       |
| 6    | Giuseppe Calcaterra | Atala-Ofmega             | + 8"       |
| 7    | Adri van der Poel   | PDM–Ultima–Concorde      | + 8"       |
| 8    | Erich Mächler       | Carrera Jeans            | + 8"       |
| 9    | Rolf Gölz           | Superconfex–Yoko         | + 8"       |
| 10   | Giuseppe Petito     | Gis Gelati-Oece          | + 10"      |